# Entalpia di soluzione
L'entalpia di soluzione o calore di soluzione (simbolo {\displaystyle {\Delta H_{sln}}} o {\displaystyle \Delta _{sln}H}, raccomandato {\displaystyle {\Delta _{sol}H}} o {\displaystyle \Delta H_{sol}}) indica il cambio di entalpia associato con il processo di soluzione o processo di dissoluzione, che sarebbe il processo inverso, che consiste nel trasferimento dei soluti da una fase allo stato puro (s,g) alla fase della soluzione (sln) o del solvente (l) a pressione costante con conseguente diluizione infinita.
Il cambiamento di energia può essere considerato come composto da tre parti, la rottura endotermica dei legami all'interno del soluto e all'interno del solvente, e infine la formazione di forze attrattive tra soluto e solvente. La convenzione sul segno è identica a quella utilizzata per l'entalpia di reazione: quando si ha {\displaystyle +|\Delta H_{sln}|}, il processo di miscela è endotermico altrimenti {\displaystyle -|\Delta H_{sln}|} significa un processo esotermico. Una soluzione ideale ha entalpia di soluzione nulla, cioè {\displaystyle \Delta _{sln}H^{id}\,=\,0}. Per una soluzione non ideale è una quantità molare in eccesso, cioè {\displaystyle \Delta _{sln}H\,=\,H_{sln}^{E}}.
In genere, {\displaystyle \Delta _{\text{sln}}H} viene normalizzato tramite la quantità di sostanza della soluzione e l'unità dimensionale è un'energia per unità di massa o quantità di sostanza, espressa in unità SI dalla relazione kJ/mol (o J/mol) e viene detta entalpia molare di soluzione ({\displaystyle \textstyle {\Delta _{\text{sln}}h\,=\,\Delta _{\text{sln}}H/n\,=\,\Delta _{\text{sln}}H/\sum _{i=0}^{c}n_{i}}}).

## Definizione termodinamica
Premettiamo che per sistemi termodinamici a due componenti possiamo avere solo le seguenti reazioni
{\displaystyle {\textrm {soluto(g)}}+{\textrm {solvente(g)}}\rightarrow {\textrm {soluto(g)}}+{\textrm {solvente(g)}}}
{\displaystyle {\textrm {soluto(s)}}+{\textrm {solvente(s)}}\rightarrow {\textrm {soluto(s)}}+{\textrm {solvente(s)}}}
{\displaystyle {\textrm {soluto(g)}}+{\textrm {solvente(s)}}\rightarrow {\textrm {soluto(g)}}+{\textrm {solvente(s)}}}
in questi casi la variazione di entalpia legata a tali processi è trascurabile e non si hanno definizioni in letteratura. Restano solo i seguenti casi:
{\displaystyle {\textrm {soluto(g,s)}}+{\textrm {solvente(l)}}\rightarrow {\textrm {soluto(l)}}+{\textrm {solvente(l)}}}
la cui variazione di entalpia è proprio il calore di soluzione, ed infine
{\displaystyle {\textrm {soluto(l)}}+{\textrm {solvente(l)}}\rightarrow {\textrm {soluto(l)}}+{\textrm {solvente(l)}}}
la cui variazione di entalpia viene definita calore di miscela o entalpia di miscela.
Generalizzando a c-componenti, bisogna prendere in considerazione solo i soluti nella fase gassosa o solida in presenza del componente a maggior quantità nella fase liquida. La teoria di questi processi è simile a quella delle reazioni chimiche e procede in due passi:
1. ottenere le relazioni del calore di soluzione o di miscela dai valori del calore di formazione dei c-componenti. Analogamente al calcolo dell'entalpia di reazione normale che si calcola con i calori di formazione normali dei reagenti e prodotti
{\displaystyle {\begin{alignedat}{2}&\sum _{i=1}^{r}\nu _{i}R_{i}(s,l,g)\rightleftarrows \sum _{j=1}^{p}\nu _{j}P_{j}(s,l,g)\\\Delta _{rxn}H^{\circ }\,&=\,\sum _{j=1}^{p}\nu _{j}\Delta H_{f}^{\circ }[(P_{j},(s,l,g)]-\sum _{i=1}^{r}\nu _{i}\Delta H_{f}^{\circ }[R_{i},(s,l,g)]\\\end{alignedat}}}
nel caso particolare di reazioni di soluzioni acquose, o in generale di un solvente, si ha
{\displaystyle {\begin{alignedat}{2}&\sum _{i=1}^{r}\nu _{i}R_{i}(s,g)+\nu _{0}H_{2}O(l)\longrightarrow \sum _{j=1}^{p}\nu _{j}P_{j}\left[\nu _{0}H_{2}O(aq)\right]\\\Delta _{sln}^{it}H^{\circ }\,&=\,\sum _{j=1}^{p}\nu _{j}\Delta H_{f}(P_{j},\nu _{0}H_{2}O)-\sum _{i=1}^{r}\nu _{i}\Delta H_{f}^{\circ }[R_{i},(s,g)]-\nu _{0}\Delta H_{f}^{\circ }(H_{2}O,l)\\&{\text{nel caso particolare di soli prodotti}}\\&\sum _{j=1}^{p}\nu _{j}P_{j}(s,g)+\nu _{0}H_{2}O(l)\longrightarrow \sum _{j=1}^{p}\nu _{j}P_{j}\left[\nu _{0}H_{2}O(aq)\right]\\\Delta _{sln}^{it}H^{\circ }\,&=\,\sum _{j=1}^{p}\nu _{j}\left[\Delta H_{f}(P_{j},\nu _{0}H_{2}O)-\Delta H_{f}^{\circ }[P_{j},(s,g)]\right]-\nu _{0}\Delta H_{f}^{\circ }(H_{2}O,l)\\\end{alignedat}}}
essendo {\displaystyle \Delta H_{f}^{\circ }(H_{2}O,l)\,=\,0} in quanto l'acqua liquida, in generale un solvente, non si forma e non si distrugge durante il processo.
2. ottenere un termine sintetico analogo a quello del calore di reazione o entalpia di reazione che viene detto entalpia integrale di soluzione che definiamo nella sezione successiva.

### Descrizione macroscopica
Riportiamo i vari termini utilizzati per descrivere il processo di soluzione o dissoluzione di soluti ({\displaystyle i=1,...c}) allo stato puro in un solvente ({\displaystyle i=0}, nell'ipotesi che sia inizialmente allo stato puro liquido) fino alla diluizione infinita: ({\displaystyle -\Delta _{\text{dss-inf}}H\,=\,\Delta _{\text{sln}}H})
1. - Miscela eterogenea ({\displaystyle H^{\circ }})
Cambio di fase dei soluti allo stato puro (s,g) alla fase di soluzione o del solvente
{\displaystyle {\textrm {soluti(s,g)}}+{\textrm {solvente(l)}}\rightarrow {\textrm {soluti(l)}}+{\textrm {solvente(l)}}\rightarrow {\textrm {soluti(sln)}}+{\textrm {solvente(sln)}}}
Il cambio di entalpia molare si può scrivere, di cui più avanti ne daremo la definizione formale
{\displaystyle H-H^{*}\,=\,\sum _{i=0}^{c}n_{i}{\overline {H_{i}}}-\sum _{i=0}^{c}n_{i}{\overline {H_{i}^{*}}}\,=\,\sum _{i=0}^{c}n_{i}({\overline {H_{i}}}-H_{i}^{*})\,=\,\Delta _{sln}H^{id}+H^{E}\,=\,H^{E}}
dove {\displaystyle {\overline {H_{i}}}} e {\displaystyle H_{i}^{*}} sono l'entalpia molare parziale e l'entalpia molare allo stato puro del componente i-esimo[postille 3]
2. - Miscela omogenea (soluzione) ({\displaystyle \Delta _{\text{dil}}H}, {\displaystyle H})
Diluizione: il solvente viene trasferito dalla fase pura (l) alla fase della soluzione (sln) con conseguente cambio di concentrazione dei soluti
{\displaystyle {\textrm {soluti(sln}}_{1}{\textrm {)}}+{\textrm {solvente(sln}}_{1}{\textrm {)}}\rightarrow {\textrm {soluti(sln}}_{2}{\textrm {)}}+{\textrm {solvente(sln}}_{2}{\textrm {)}}}
Il caso limite del processo di diluizione (ipotesi che lo stato iniziale del soluto puro sia liquido):
{\displaystyle {\textrm {soluti(l)}}+{\textrm {solvente(l)}}\rightarrow {\textrm {soluti(sln)}}+{\textrm {solvente(sln)}}}
3. - Miscela omogenea (soluzione) ({\displaystyle \Delta _{\text{slv}}H}, {\displaystyle H^{\infty }})
Solvatazione: soluzione a diluizione infinita
Formazione attrazioni solvente-soluto (esotermica). Il processo prende il nome idratazione se il solvente è acqua.
Nell'ipotesi precedente dello stato iniziale del soluto, si ha:
{\displaystyle {\textrm {soluto(sln)}}+{\textrm {solvente(sln)}}\rightarrow {\textrm {soluto(slv)}}+{\textrm {solvente(sln)}}}

introduciamo la grandezza relativa dell'entalpia:
{\displaystyle L^{\circ }\,=\,\left.L^{\circ }(n_{1},...n_{c})\right|_{T,P}\,=\,H-H^{\circ }\,=\,\sum _{i=0}^{c}n_{i}({\overline {H_{i}}}-H_{i}^{\circ })\,=\,\sum _{i=0}^{c}n_{i}{\overline {L_{i}^{\circ }}}}
detta entalpia relativa allo stato standard, in questi casi lo stato standard è lo stato puro oppure lo stato a diluizione infinita, quindi:
{\displaystyle L^{*}\,=\,\left.L^{*}(n_{1},...n_{c})\right|_{T,P}\,=\,H-H^{*}\,=\,\sum _{i=0}^{c}n_{i}({\overline {H_{i}}}-H_{i}^{*})\,=\,\sum _{i=0}^{c}n_{i}{\overline {L_{i}^{*}}};\quad \lim _{H\to H^{*}}L^{*}\,=\,0}
detta entalpia relativa allo stato puro dei componenti
{\displaystyle L^{\infty }\,=\,\left.L^{\infty }(n_{1},...n_{c})\right|_{T,P}\,=\,H-H^{\infty }\,=\,H-n_{0}H_{0}^{\circ }\,=\,\sum _{i=0}^{c}n_{i}({\overline {H_{i}}}-{\overline {H_{i}^{\infty }}})\,=\,\sum _{i=0}^{c}n_{i}({\overline {H_{i}}}-H_{i}^{\infty })\,=\,\sum _{i=0}^{c}n_{i}{\overline {L_{i}^{\infty }}};\quad \lim _{H\to H^{\infty }}L^{\infty }\,=\,0}
detta entalpia relativa alla diluizione infinita
{\displaystyle L\,=\,\left.L(n_{1},...n_{c})\right|_{T,P}\,=\,H^{*}-H^{\infty }\,=\,\sum _{i=0}^{c}n_{i}(H_{i}^{*}-{\overline {H_{i}^{\infty }}})\,=\,\sum _{i=0}^{c}n_{i}{\overline {L_{i}}}}
detta entalpia ideale (Raoult) relativa alla diluizione infinita.
Fatta questa premessa, per una miscela omogenea, l'entalpia integrale di soluzione viene definita come segue
{\displaystyle \Delta _{sln}^{it}H\,=\,H-H^{*}\,=\,H-H^{*}+H^{\infty }-H^{\infty }\,=\,(H-H^{\infty })-(H^{*}-H^{\infty })\,=\,L^{\infty }-L\,=\,\sum _{i=0}^{c}n_{i}{\overline {L_{i}^{\infty }}}-\sum _{i=0}^{c}n_{i}{\overline {L_{i}}}}
cioè il calore di soluzione del soluto i-esimo varia anche con le moli del solvente ({\displaystyle n_{0}}) prese per sciogliere una mole del soluto. Il calore totale sviluppato quando viene disciolta 1 mole di un soluto in una quantità specificata di solvente viene detta entalpia integrale di soluzione o calore integrale di soluzione per la quantità specificata di solvente.
Quando le moli di solvente sono in eccesso (diluizione infinita, {\displaystyle \textstyle {n_{0}\to \infty }}), o se la quantità di solvente utilizzata è così grande che un'ulteriore aggiunta di solvente non provoca più un cambiamento nell'entalpia integrale della soluzione per mole di soluto, il cambio di entalpia viene detta entalpia integrale di soluzione a diluizione infinita o entalpia di soluzione. A volte viene detto Calore Totale di Soluzione (THS). È un valore limite del calore integrale della soluzione e si ottiene con la relazione
| {\displaystyle \Delta _{sln}H\,=\,\lim _{H\to H^{\infty }}\Delta _{sln}^{it}H\,=\,0+(H^{\infty }-H^{*})\,=\,n_{0}H_{0}^{*}-H^{*}\,=\,-\sum _{i=1}^{c}n_{i}H_{i}^{*}} |

infatti {\displaystyle \lim _{n_{i}\to 0}\sum _{i=1}^{c}n_{i}{\overline {H_{i}^{\infty }}}=0} e quindi si ottiene {\displaystyle H^{\infty }=n_{0}{\overline {H_{0}^{\infty }}}+\sum _{i=1}^{c}n_{i}{\overline {H_{i}^{\infty }}}=n_{0}H_{0}^{*}}.
La divisione per il numero di moli del soluto {\displaystyle \xi _{sln,i}} trasferito dà l'entalpia integrale di soluzione molare o entalpia integrale della soluzione per mole del componente i-esimo
{\displaystyle \Delta _{sln}^{it}h_{i}(b_{i})\,=\,{\frac {\Delta _{sln}^{it}H}{\xi _{sln,i}}}\quad i=0,1,2...c}
dove abbiamo evidenziato la dipendenza dalla molalità del soluto i-esimo ma non dalla quantità di soluzione. Definiamo l'entalpia integrale di soluzione ({\displaystyle \Delta _{sln}^{in}h_{i}}) del componente i-esimo come il cambio di entalpia nel processo nella quale un certo numero di moli del soluto {\displaystyle \xi _{sln,i}} (oppure in questo contesto possiamo usare il simbolo {\displaystyle \xi _{i}}) viene trasferito dalla fase pura (s,g) ad una certa quantità di solvente puro per formare una soluzione con fase omogenea (T, P costanti).

### Descrizione microscopica
La dissoluzione (inverso del processo di soluzione) può essere vista procedere in tre passi, vedi figura accanto:
1. Rottura attrazioni soluto-soluto (endotermica), vedere ad esempio l'energia reticolare nei sali. ({\displaystyle \Delta H_{\text{so-so}}>0} variazione entalpia reticolare)
2. Rottura attrazioni solvente-solvente (endotermica), per esempio quello del legame a idrogeno. ({\displaystyle \Delta H_{\text{se-se}}>0}  variazione entalpia del solvente, trascurabile)
3. Formazione attrazioni solvente-soluto (esotermica), nel processo di solvatazione, o idratazione se il solvente è acqua. ({\displaystyle \Delta H_{\text{so-se}}<0} variazione entalpia solvatazione)

I valori di {\displaystyle \Delta H_{H}\,=\,\Delta H_{\text{so-se}}} sono tanto più alti quanto più piccolo e carico è lo ione. Questo vale anche per il {\displaystyle \Delta H_{\text{so-so}}}.
Il valore dell'entalpia di dissoluzione è la somma di questi passi. Tenendo conto dei segni di tali variazioni, si ha:
{\displaystyle \Delta _{\text{dss-inf}}H\,=\,\Delta H_{\text{so-so}}+\Delta H_{\text{se-se}}-\Delta H_{\text{so-se}}}
in genere le sommatorie vanno intese in senso algebrico a seconda del processo esotermico o endotermico. Dato che i primi due termini sono endotermici (ΔH > 0) e il terzo è esotermico (ΔH <0), il valore complessivo del {\displaystyle \Delta _{\text{dss-inf}}H}  dipende dal valore dei singoli termini. L’intero processo, può risultare endotermico o esotermico a seconda della interazione soluto-solvente. Se questa è più forte di quelle soluto-soluto e solvente-solvente, il processo di soluzione sarà esotermico e quindi favorito, mentre nel caso sia più debole sarà endotermico.
L'entalpia differenziale di soluzione molare ({\displaystyle \Delta _{sln}^{df}h_{i}}) del componente i-esimo indica la velocità con cui cambia l'entalpia H al variare del numero di moli del soluto trasferito alla fase della soluzione {\displaystyle \xi _{sln,i}} o più semplicemente {\displaystyle \xi _{i}}
{\displaystyle {\begin{alignedat}{2}dH_{i}\,&=\,\left.{\frac {\partial H_{i}}{\partial T}}\right|_{P,\xi _{i}}\,dT+\left.{\frac {\partial H_{i}}{\partial P}}\right|_{T,\xi _{i}}\,dP+\left.{\frac {\partial H_{i}}{\partial \xi _{i}}}\right|_{T,P}\,d\xi _{i}\\&=\,\left.{\frac {\partial H_{i}}{\partial T}}\right|_{P,\xi _{i}}\,dT+\left.{\frac {\partial H_{i}}{\partial P}}\right|_{T,\xi _{i}}\,dP+\Delta _{sln}^{df}h_{i}(b_{i})\,d\xi _{i}\\\end{alignedat}}}
per un processo isobaro e isotermo si ha {\displaystyle dT\,=\,dP\,=\,0} il cambio di entalpia del trasferimento di fase del soluto i-esimo diventa:
{\displaystyle dH_{i}\,=\,\left.{\frac {\partial H_{i}}{\partial \xi _{i}}}\right|_{T,P,n_{j\neq i}}\,d\xi _{i}\,=\,({\overline {H_{i}}}-H_{i}^{*})\,d\xi _{i}\,=\,{\overline {L_{i}^{*}}}\,d\xi _{i}}
che evidenzia la dipendenza dalla molalità ({\displaystyle b_{i}}) del soluto i-esimo e non dalla quantità di soluzione ({\displaystyle \textstyle {n\,=\,\sum _{i=0}^{c}n_{i}}}). Una definizione alternativa intende col termine entalpia differenziale della soluzione la variazione di entalpia richiesta quando viene disciolta 1 mole del soluto i-esimo in un grande volume di soluzione a una concentrazione specificata ({\displaystyle b_{i}}) a cui viene aggiunta un'altra mole di soluto i-esimo lasciando in pratica invariata la sua concentrazione. Ad esempio per una soluzione binaria con una grande quantità di solvente:
{\displaystyle m_{0}=n_{0}M_{0}} e quindi {\displaystyle V_{0}={\frac {m_{0}}{\rho _{0}}}={\frac {M_{0}}{\rho _{0}}}\,n_{0}}, cioè {\displaystyle V_{0}\propto n_{0}} e per grandi masse di solvente, o anche di volume, si ottiene {\displaystyle b_{i}={\frac {n_{i}}{m_{0}}}={\frac {1}{m_{0}}}\approx {\frac {2}{m_{0}}}}
Dalla definizione data l'entalpia integrale di soluzione diventa:
{\displaystyle \Delta _{sln}^{it}H\,=\,H-H^{*}\,=\,\sum _{i=0}^{c}n_{i}{\overline {L_{i}^{*}}}\,=\,\sum _{i=0}^{c}n_{i}\,\Delta _{sln}^{df}h_{i}(b_{i})\,=\,\sum _{i=0}^{c}n_{i}\,\left({\frac {\partial (H-H^{*})}{\partial n_{i}}}\right)_{n_{j\neq i}}}

### Solubilità dei componenti nella fase pura
Fase gassosa 
La solubilità dei gas dipende fortemente dalla pressione ed è regolata dalla Legge di Henry. A pressione costante la dissoluzione per la maggior parte dei gas è un processo esotermico, quindi libera calore ({\displaystyle \Delta _{diss}H<0}).
Cioè, quando un gas si dissolve in un solvente liquido, l'energia viene rilasciata come calore, riscaldando sia il sistema (cioè la soluzione) che l'ambiente circostante. La temperatura della soluzione alla fine diminuisce per corrispondere a quella dell'ambiente circostante. L'equilibrio, tra il gas come una fase separata e il gas in soluzione, secondo il principio di Le Châtelier si sposta per favorire il passaggio del gas in soluzione al diminuire della temperatura (diminuendo la temperatura aumenta la solubilità di un gas). Quando una soluzione satura di gas viene riscaldata, il gas esce dalla soluzione.
 Fase solida e liquida
La variazione della solubilità di un solido in un liquido, a pressione costante, con la temperatura, dipende dalla variazione di entalpia a seguito del processo di dissoluzione e possono verificarsi i due casi: (1) processo endotermico, la solubilità aumenta con la temperatura ({\displaystyle \Delta _{diss}H>0}) e (2) processo esotermico, la solubilità diminuisce con la temperatura ({\displaystyle \Delta _{diss}H<0}).

## Relazioni tra entalpie relative, entalpie integrali e differenziali
L'entalpia parziale molare relativa del solvente prende come stato di riferimento lo stato puro ({\displaystyle H^{\circ }\,=\,H^{*}}) e quindi la definizione
{\displaystyle {\overline {L_{0}^{*}}}\,=\,{\overline {H_{0}}}-{\overline {H_{0}^{*}}}\,=\,\left.{\frac {\partial H}{\partial n_{0}}}\right|_{n_{j\neq 0}}-H_{0}^{*}\quad i=0}
infatti allo stato puro l'entalpia molare parziale e l'entalpia molare coincidono ({\displaystyle {\overline {H_{i}^{*}}}\,=\,H_{i}^{*}\quad i=0,1,...c}).
L'entalpia parziale molare relativa dei soluti prendono come stato di riferimento lo stato a diluizione infinita ({\displaystyle H^{\circ }\,=\,H^{\infty }}) e quindi la definizione
{\displaystyle {\overline {L_{i}^{\infty }}}\,=\,{\overline {H_{i}}}-{\overline {H_{i}^{\infty }}}\,=\,\left.{\frac {\partial H}{\partial n_{i}}}\right|_{n_{j\neq i}}-H_{i}^{\infty }\quad i=1,2...c}
 Relazione tra {\displaystyle {\overline {L_{0}^{*}}},\,\Delta _{sln}^{it}h_{i},\,\Delta _{sln}^{df}h_{i}}
{\displaystyle \Delta _{sln}^{it}H\,=\,H-H^{*}\,=\,\sum _{i=0}^{c}n_{i}{\overline {L_{i}^{*}}}\,=\,n_{0}{\overline {L_{0}^{*}}}+\sum _{i=1}^{c}n_{i}({\overline {H_{i}}}-{\overline {H_{i}^{*}}})\,=\,n_{0}{\overline {L_{0}^{*}}}+\sum _{i=1}^{c}n_{i}\Delta _{sln}^{df}h_{i}(b_{i})}
Inoltre dalla definizione dell'entalpia integrale molare del componente i-esimo si ha
{\displaystyle \Delta _{sln}^{it}H\,=\,n_{i}\,\Delta _{sln}^{it}h_{i}(b_{i})}
uguagliando e risolvendo in {\displaystyle {\overline {L_{0}^{*}}}} e dividendo per {\displaystyle n_{0}} si ottiene
{\displaystyle {\overline {L_{0}^{*}}}\,=\,{\frac {b_{j}}{b_{0}}}\left(\Delta _{sln}^{it}h_{j}-\Delta _{sln}^{df}h_{j}\right)-\sum _{i=1,i\neq j}^{c}{\frac {b_{i}}{b_{0}}}\,\Delta _{sln}^{df}h_{i}\,=\,{\frac {1}{b_{0}}}\left[b_{j}\,\Delta _{sln}^{it}h_{j}-\sum _{i=1}^{c}b_{i}\,\Delta _{sln}^{df}h_{i}\right]\quad j=1,2...c}
essendo {\displaystyle {\frac {n_{i}}{n_{0}}}={\frac {b_{i}}{b_{0}}}} dove i può essere un qualsiasi simbolo. In particolare per un sistema binario si semplifica in:
{\displaystyle {\overline {L_{0}^{*}}}\,=\,{\frac {b_{1}}{b_{0}}}\left(\Delta _{sln}^{it}h_{1}(b_{1})-\Delta _{sln}^{df}h_{1}(b_{1})\right)}
l'entalpia parziale molare relativa del solvente è la differenza tra quella integrale e differenziale del soluto di una data molarità.
Relazione tra {\displaystyle {\overline {L_{i}^{\infty }}},\,\Delta _{sln}^{df}h_{i}(b_{i})}
{\displaystyle {\overline {L_{i}^{\infty }}}\,=\,{\overline {H_{i}}}-{\overline {H_{i}^{\infty }}}+H_{i}^{*}-H_{i}^{*}\,=\,({\overline {H_{i}}}-H_{i}^{*})-({\overline {H_{i}^{\infty }}}-H_{i}^{*})\,=\,\Delta _{sln}^{df}h_{i}(b_{i})-\Delta _{sln}^{df}h_{i}(0)\quad i=1,2...c}
l'entalpia parziale molare relativa del soluto i-esimo è data dalla differenza tra le entalpie differenziali ad una data molalità {\displaystyle b_{i}} e a quella a diluizione infinita {\displaystyle b_{i}=0}. In particolare per un sistema binario diventa:
{\displaystyle {\overline {L_{1}^{\infty }}}\,=\,\Delta _{sln}^{df}h_{1}(b_{1})-\Delta _{sln}^{df}h_{1}(b_{1}=0)}

## Soluzioni reali
L'entalpia di soluzione di una soluzione ideale è nulla per definizione ma l'entalpia di soluzione dei non elettroliti ha il valore dell'entalpia di fusione o vaporizzazione.

### Soluzioni elettrolite
Per soluzioni a c-componenti non ideali di elettroliti è collegata al coefficiente di attività del soluto ({\displaystyle \gamma _{i}}) e alla temperatura derivata dalla permittività relativa ({\displaystyle \epsilon }).
{\displaystyle \Delta _{sln}^{it}H\,=\,\sum _{i=1}^{c}\nu _{i}RT\ln \gamma _{i}\left(1+{\frac {T}{\epsilon }}{\frac {\partial \epsilon }{\partial T}}\right)}
Esempi sistemi a due componenti
Riportiamo i valori del calore di soluzione molare a diluizione infinita nello stato standard pratico ({\displaystyle \Delta _{sln}h^{\ominus }}) di soluzioni 1-solvente/1-soluto elettrolita {\displaystyle z_{-}:z_{+}} con numero stechiometrico, cioè il numero di ioni presenti in soluzione, {\displaystyle \nu _{1}=\nu _{+}+\nu _{-}} e numeri di carica {\displaystyle z_{-}\,z_{+}} di formula {\textstyle C_{\nu _{+}}A_{\nu _{-}}} che dissocia secondo la reazione chimica
{\displaystyle C_{\nu _{+}}\,A_{\nu _{-}}(s,l,g)\,\xrightarrow {H_{2}O(l)} \,\nu _{+}C^{z_{+}}(aq)\,+\,\nu _{-}A^{z_{-}}(aq)}
che verifica la condizione di elettroneutralità {\textstyle \nu _{+}z_{+}\,+\,\nu _{-}z_{-}=0}, dove utilizziamo come solvente acqua
| {\displaystyle \nu _{1}} puro                                                                   | {\displaystyle z_{-}:z_{+}} | Composti | Fase (std) | {\displaystyle \color {Blue}pH} puro | {\displaystyle \Delta _{sln}h^{\ominus }} kJ/mol |
| ----------------------------------------------------------------------------------------------- | --------------------------- | -------- | ---------- | ------------------------------------ | ------------------------------------------------ |
| Acidi                                                                                           |                             |          |            |                                      |                                                  |
| 2                                                                                               | 1:1                         | HCl      | (g)        | 0                                    | -74.89                                           |
| Basi                                                                                            |                             |          |            |                                      |                                                  |
| 2                                                                                               | 1:1                         | NaOH     | (s)        | 14                                   | -44.51                                           |
| 2                                                                                               | 1:1                         | KOH      | (s)        | 14                                   | -57.61                                           |
| 2                                                                                               | 1:1                         | CsOH     | (s)        | 14                                   | -71.52                                           |
| Sali                                                                                            |                             |          |            |                                      |                                                  |
| 2                                                                                               | 1:1                         | NaCl     | (s)        | 7                                    | +3.87                                            |
| 2                                                                                               | 1:1                         | KClO3    | (s)        | 7                                    | +41.38                                           |
| 2                                                                                               | 1:1                         | NH4NO3   | (s)        | 0                                    | +25.69                                           |
| Anfoliti                                                                                        |                             |          |            |                                      |                                                  |
| 2                                                                                               | 1:1                         | NH3      | (l)        | >7                                   | -30.50                                           |
| 2                                                                                               | 1:1                         | CH3COOH  | (l)        | >7                                   | -1.51                                            |
| condizioni standard ({\displaystyle P\,=\,{\text{1 atm}}}, {\displaystyle T\,=\,278^{\circ }K}) |                             |          |            |                                      |                                                  |

Dalla tabella possiamo notare alcune proprietà per i tipi di soluti elettroliti:
- La dissoluzione dei soluti sali, come il nitrato d'ammonio in acqua è endotermica. L'energia rilasciata dalla solvatazione degli ioni ammonio e ioni nitrato è inferiore all'energia assorbita nel frantumare il reticolo ionico del nitrato di ammonio e le attrazioni tra le molecole d'acqua. In particolare la dissoluzione del salgemma in acqua è endotermica ({\displaystyle T\leqslant 300^{\circ }\!K}), mentre a temperature maggiori diventa esotermica liberando energia nei processi di idratazione, collasso del solvente e formazione delle coppie ioniche
- La dissoluzione dei soluti basici, ad esempio l'idrossido di potassio è esotermica, poiché durante la solvatazione viene rilasciata più energia di quanta ne venga utilizzata per rompere il soluto e il solvente.
- La dissoluzione dei soluti acidi, ad esempio l'acido cloridrico in acqua è esotermica quindi libera energia nel processo di soluzione. Analizziamo tale dissoluzione essendo la reazione di soluzione:
{\displaystyle n_{1}HCl(g)+n_{0}H_{2}O(l)\,=\,n_{1}HCl[n_{0}H_{2}O(aq)]}
in particolare fissiamo {\displaystyle n_{1}\,=\,1{\text{ mol}}} per tutto il processo e la soluzione iniziale con numero moli solvente {\displaystyle n_{0}^{in}\,=\,1{\text{ mol}}} e molalità {\displaystyle b_{1}^{in}\,=\,{\frac {n_{1}}{m_{0}^{in}}}\,=\,{\frac {1}{n_{0}^{in}M_{0}}}\,=\,{\frac {b_{0}}{n_{0}^{in}}}\,=\,b_{0}\,=\,55,56{\text{ mol/Kg}}}
L'esperimento misura il trasferimento di calore da un apparecchio a 25 °C costanti e 1 atm aggiungendo successivamente acqua ad una mole di HCl, e si procede in modo che il bilancio energetico si riduca a Q = ΔH, ottenendo i valori tabulati nella terza colonna della tabella sottostante. (I valori incorporano un leggero aggiustamento nei valori misurati di Q alla tensione di vapore della soluzione per portarli a 1 atm, lo stato standard). Le variazioni di entalpia sono cumulative, quindi il valore della quarta colonna {\displaystyle \Delta _{sln}^{it}H^{\circ }} dopo ogni aggiunta di moli di solvente è la somma delle corrispondenti variazioni incrementali di entalpia (valori colonna 3), cioè:
{\displaystyle \Delta _{sln}^{it}H^{\circ }(b_{1}^{fin})\,=\,\sum _{b_{1}=b_{1}^{in}}^{b_{1}^{fin}}\Delta _{sln}^{df}H^{\circ }(b_{1})}
con {\displaystyle b_{1}} come nella colonna uno, ottenendo i valori nella colonna quarta
{\displaystyle {\begin{alignedat}{2}-26.225&=-26.225\\-26.225-22.593&=-48.818\\-26.225-22.593-8.033&=-56.851\\\cdots &=\cdots \\\end{alignedat}}}
inoltre, per quanto detto nella sezione iniziale, possiamo calcolare l'entalpia di soluzione integrale dalla relazione
{\displaystyle \Delta _{sln}^{it}H^{\circ }\,=\,\Delta H_{f}^{\circ }(HCl,n_{0}H_{2}O)-\Delta H_{f}^{\circ }(HCl)}
ottenendo i valori della colonna quinta
{\displaystyle \Delta _{sln}^{it}H^{\circ }+\Delta H_{f}^{\circ }(HCl)\,=\,\Delta H_{f}^{\circ }(HCl,n_{0}H_{2}O)}
{\displaystyle {\begin{alignedat}{2}-26.225+(-92.311)&=-118.536\\-48.818+(-92.311)&=-141.129\\-56.851+(-92.311)&=-149.162\\\cdots &=\cdots \\\end{alignedat}}}

| {\displaystyle b_{1}} /(mol/Kg)                                                                 | {\displaystyle DF} | ΔdfslnH○ /(kJ/mol) | ΔitslnH○ /(kJ/mol) | ΔHf○ /(kJ/mol) |
| -                                                                                               | -                  |                    |                    | -92.311        |
| 55.560                                                                                          | 1                  | -26.225            | -26.225            | -118.536       |
| 27.780                                                                                          | 2                  | -22.593            | -48.818            | -141.129       |
| 18.520                                                                                          | 3                  | -8.033             | -56.851            | -149.161       |
| 13.890                                                                                          | 4                  | -4.351             | -61.202            | -153.513       |
| 11.112                                                                                          | 5                  | -2.845             | -64.047            | -156.358       |
| 6.945                                                                                           | 8                  | -4.184             | -68.231            | -160.542       |
| 5.556                                                                                           | 10                 | -1.255             | -69.486            | -161.797       |
| 3.704                                                                                           | 15                 | -1.503             | -70.989            | -163.300       |
| 2.2224                                                                                          | 25                 | -1.276             | -72.265            | -164.576       |
| 1.1112                                                                                          | 50                 | -1.013             | -73.278            | -165.589       |
| 0.5556                                                                                          | 100                | -0.569             | -73.847            | -166.158       |
| 0.2778                                                                                          | 200                | -0.356             | -74.203            | -166.514       |
| 0.11112                                                                                         | 500                | -0.318             | -74.521            | -166.832       |
| 0.05556                                                                                         | 1000               | -0.163             | -74.684            | -166.995       |
| 0.00111                                                                                         | 50000              | -0.146             | -74.830            | -167.141       |
| 0                                                                                               | ∞                  | -0.067             | -74.897            | -167.210       |
| condizioni standard ({\displaystyle P\,=\,{\text{1 atm}}}, {\displaystyle T\,=\,278^{\circ }K}) |                    |                    |                    |                |

abbiamo evidenziato nelle due tabelle precedenti in turchese il valore asintotico del calore di soluzione di HCl disciolto in una quantità infinita di acqua, o calore di soluzione molare a diluizione infinita ({\displaystyle \Delta _{sln}h^{\ominus }\,=\,{\text{-74,897 kJ/mol}}}).
Per comprendere i valori evidenziati nella tabella riportiamo le due reazioni che sommate danno l'intero processo della soluzione acquosa:
{\displaystyle {\begin{alignedat}{3}(\cdot 1)\quad {\frac {1}{2}}\,H_{2}(g)+{\frac {1}{2}}\,O_{2}(g)\,&\rightarrow HCl(g)&\quad &\Delta _{rxn}H_{1}^{\circ }=\Delta H_{f}^{\circ }(HCl,g)=-92.311{\text{ kj/mol}}\\(\cdot 1)\quad HCl(g)+n_{0}H_{2}O(l)\,&\rightarrow H^{+}(aq)+Cl^{-}(aq)&\quad &\Delta _{rxn}H_{2}^{\circ }=\Delta _{sln}H^{\ominus }=-74,897{\text{ kj/mol}}{\text{ kj/mol}}\\\hline {\frac {1}{2}}\,H_{2}(g)+{\frac {1}{2}}\,O_{2}(g)+n_{0}H_{2}O(l)\,&\rightarrow H^{+}(aq)+Cl^{-}(aq)&\quad &\Delta _{rxn}H^{\circ }=\Delta H_{f}^{\circ }(Cl^{-},aq)=\Delta H_{f}^{\circ }(HCl,aq)=\Delta _{rxn}H_{1}^{\circ }+\Delta _{rxn}H_{2}^{\circ }=-167,208{\text{ kj/mol}}\\\end{alignedat}}}
La dissociazione di un acido forte comporta la formazione di ioni liberi senza reazioni chimiche che ci permette il calcolo dell'entalpia standard di formazione dello ione {\displaystyle Cl^{-}(aq)} che si riferisce ad una scala dove si assume {\displaystyle \Delta H_{f}^{\circ }(H^{+},aq)=0}

## Misure del calore di soluzione
Le misure del calore di diluizione (soluzione) possono essere eseguite miscelando masse note di soluzione e solvente (soluto) inizialmente tenuti in compartimenti separati in un calorimetro. Durante la miscela dei due campioni si osserva una variazione di temperatura. La massa tipica della soluzione iniziale è 1 kg, la quantità di solvente aggiunta in un esperimento può arrivare fino a 1 kg, la variazione di temperatura durante il processo è compresa tipicamente tra 0,5 e 5 gradi. Misurando la capacità termica della soluzione, è possibile calcolare l'entalpia di soluzione.
Un metodo più recente prevede l'uso del calorimetro di reazione. In questo tipo di calorimetro, flussi continui di soluzione di elettroliti e solvente vengono miscelati in una camera. Un flusso di solvente con una portata pari alla somma dei due flussi precedenti sta attraversando un'altra camera. Le termopile che circondano le due camere sono collegate in opposizione. Il segnale risultante dalle termopile è proporzionale all'entalpia di soluzione, Busey et al. hanno descritto tali apparecchiature e gli esperimenti in dettaglio.
Se si eseguono esperimenti di calore di soluzione aggiungendo quantità molto piccole di solvente, la molalità del soluto può essere considerata costante. L'entalpia molare parziale del solvente può essere derivata dall'effetto termico misurato. Negli esperimenti sul calore della soluzione, è possibile misurare il calore integrale e il calore differenziale della soluzione, come abbiamo visto nel caso dell'acido cloridrico in soluzione acquosa. Estrapolando i dati misurati, si può trovare il calore integrale della soluzione a diluizione infinita.